# Мануфактур-коллегия
Мануфактур-коллегия — орган, отвечавший за развитие российской промышленности, создание и функционирование мануфактур.
Была учреждена и действовала совместно с Берг-коллегией в 1719 году; целью создания их было: «рудокопные заводы, все прочие ремесла и рукоделия и артиллерию ведать». В 1722 году Берг-коллегия была выделена в отдельный орган. Мануфактур-коллегия занималась вопросами всей промышленности, за исключением горнодобывающей. В 1727 году была ликвидирована; её функции переданы: частично Коммерц-коллегии, частично в Сенат, при котором была учреждена Мануфактур-контора, переданная в 1731 году — вместе с Берг-коллегией — в Коммерц-коллегию. Сама Коммерц-коллегия в связи с этим была разделена на три экспедиции: первой поручались дела по коммерции, во второй — по горному делу, в третьей — по фабрикам и мануфактурам.
Дважды восстанавливалась: первый раз — в правление Елизаветы Петровны — в 1742 году (в 1779 году ликвидирована); второй раз — в 1796 году. В 1802 году упразднена и окончательно закрыта в начале 1805 года.
Мануфактур-коллегия почти всё время своего существования находилась в Москве; на короткое время около 1760 года она была переведена в Санкт-Петербург — с оставлением её конторы в Москве.

## Президенты
- 1719—1722: Я. В. Брюс
- 1722—1731: В. Я. Новосильцев

- 1742—1751: А. Т. Барятинский
- 1751—1753: А. Извольский
- 1753—1761: Н. П. Салтыков
- 1761—1772: Г. И. Головкин
- 1762: А. И. Брессан
- 1762—1764: В. Е. Адодуров
- 1764—1777: Д. В. Волков
- 1777—1779: А. И. Бриль

- 1796—1797: Н. Б. Юсупов
- 1797—1800: А. А. Саблуков
- 1800—1802: И. Я. Аршеневский
- 1802—1805: К. И. Габлиц